# فيليب تشاونر
فيليب تشاونر (بالألمانية: Philipp Tschauner)‏ (3 نوفمبر 1985 بشفاباخ في ألمانيا - ) هو لاعب كرة قدم ألماني في مركز حراسة المرمى. شارك مع منتخب ألمانيا تحت 20 سنة لكرة القدم ومنتخب ألمانيا تحت 21 سنة لكرة القدم. أما مع النوادي، فقد لعب مع ميونخ 1860 ونادي سانت باولي ونادي نورنبرغ وهانوفر 96 وTSV 1860 Munich II ‏.

## وصلات خارجية
- فيليب تشاونر على موقع الاتحاد الأوربي (الإنجليزية)
- فيليب تشاونر على موقع قاعدة بيانات كرة القدم.إي يو (الإنجليزية)
- فيليب تشاونر على موقع بيانات كرة القدم. دي إي (الألمانية)
- فيليب تشاونر على موقع ليكيب (الفرنسية)
- فيليب تشاونر على موقع Soccerway.com (الإنجليزية)
- فيليب تشاونر على موقع عالم كرة القدم.نت (الإنجليزية)
- فيليب تشاونر على موقع AS.com (الإسبانية)